# Helicopha astia
Helicopha astia är en nattsländeart som beskrevs av Mosely in Mosely och Douglas E. Kimmins 1953. Helicopha astia ingår i släktet Helicopha och familjen Helicophidae. Inga underarter finns listade i Catalogue of Life.